# Orasemorpha goethei
Orasemorpha goethei är en stekelart som först beskrevs av Girault 1934.  Orasemorpha goethei ingår i släktet Orasemorpha och familjen Eucharitidae. Inga underarter finns listade i Catalogue of Life.